# Ziadiyah
Ziadiyah (arabe : زيادية) est une bourgade du nord de la Syrie, dépendant administrativement du canton (nahié) d'Akhtarine dans le gouvernorat d'Alep et le district d'Azaz. Ziadiyah se trouve au nord-est d'Alep près de Dabiq au sud-ouest. Selon le recensement de 2004, elle comptait alors 3 576 habitants.